# Неудовлетворённое сексуальное напряжение
«Неудовлетворённое сексуальное напряжение» — эротическая комедия испанского режиссёра Мигеля Анхеля Ламаты, известного по фильму «Иси и Диси, высокое напряжение». Категория 18+.

## Сюжет
Джаз Ромеро (Норма Руис) — известная испанская писательница, которая произвела сенсацию своей новой книгой «Неудовлетворённое сексуальное напряжение». Неожиданно она проявляет интерес к Селесте (Саломе Хименес), невесте Хуанхо (Феле Мартинес) и её проблемам с женихом. Хуанхо работает профессором литературы в университете, в котором учится Нико (Адам Езерский). В обмен на хорошие оценки Нико следит за Селестой и её любовником Сверлом (Мигель Анхель Муньос), рок-музыкантом из группы «Сверло и три шурупа». Джаз, в свою очередь, следит за ними. И у каждого из персонажей есть свой «скелет в шкафу».

## Роли
- Феле Мартинес — Хуанхо
- Норма Руис[исп.] — Джаз/Хасинта
- Саломе Хименес[исп.] — Селеста
- Амайя Саламанка — Кармен (Ребека)
- Адам Езерский — Нико
- Пилар Руби́о[исп.] — Люсия
- Мигель Анхель Муньос[исп.] — Сверло
- Хоакин Рейес[исп.] — Эду
- Самуэль Миро́ — Феде
- Сантьяго Сегура[исп.] — Педро

## Интересные факты
- Исполнитель роли Сверла — известный испанский актёр и певец Мигель Анхель Муньос[исп.] записал 5 альбомов и 3 сингла.
- Ребека — насмешливое прозвище Кармен (Амайя Саламанка) означает: «две стипендии»(re-beca).